# NGC 5850
NGC 5850 is een lensvormig sterrenstelsel in het sterrenbeeld Maagd. Het hemelobject werd op 24 februari 1786 ontdekt door de Duits-Britse astronoom William Herschel.

## Synoniemen
- UGC 9715
- MCG 0-39-2
- ZWG 21.6
- IRAS 15045+0144
- PGC 53979